# Seznam nikaragovskih pesnikov
Seznam nikaragovskih pesnikov.

## A
Claribel Alegría -

## B
Yolanda Blanco - 

## C
Ernesto Cardenal - 
Antonio Cuadra - 

## D
Ruben Darío - 